# 豬嘴大鮈鱥
豬嘴大鮈鱥（學名：Macrhybopsis hyostoma），為輻鰭魚綱鯉形目雅羅魚科的其中一種，分布於北美洲美國俄亥俄州東部到明尼蘇達州南部和內布拉斯加州以南到路易斯安那州的密西西比河流域，本魚體細長且側扁，眼大，口下位，具1對觸鬚，體側黃褐色或銀色，且有很多的黑色像胡椒粉一樣的斑點，腹部白色，魚鰭透明，背鰭軟條8枚，臀鰭軟條7枚，體長可達7.6公分，棲息在沙石底質的溪流底中層水域，生活習性不明。